# Urt (miejscowość)
Urt – miejscowość i gmina we Francji, w regionie Nowa Akwitania, w departamencie Pireneje Atlantyckie.
Według danych na rok 1990 gminę zamieszkiwały 1583 osoby, a gęstość zaludnienia wynosiła 83 osób/km² (wśród 2290 gmin Akwitanii Urt plasuje się na 268. miejscu pod względem liczby ludności, natomiast pod względem powierzchni na miejscu 568.).